# Raionul Strășeni
Raionul Străşeni ( moldaviska: Raionul Strășeni, ryska: Страшенский район) är ett distrikt i Moldavien. Det ligger i den centrala delen av landet. Antalet invånare är 91 500. Arean är 730 kvadratkilometer. Huvudort är Strășeni. I distriktet finns höglandet Podișul Moldovei Centrale.